# Alfabet amazic aràbic

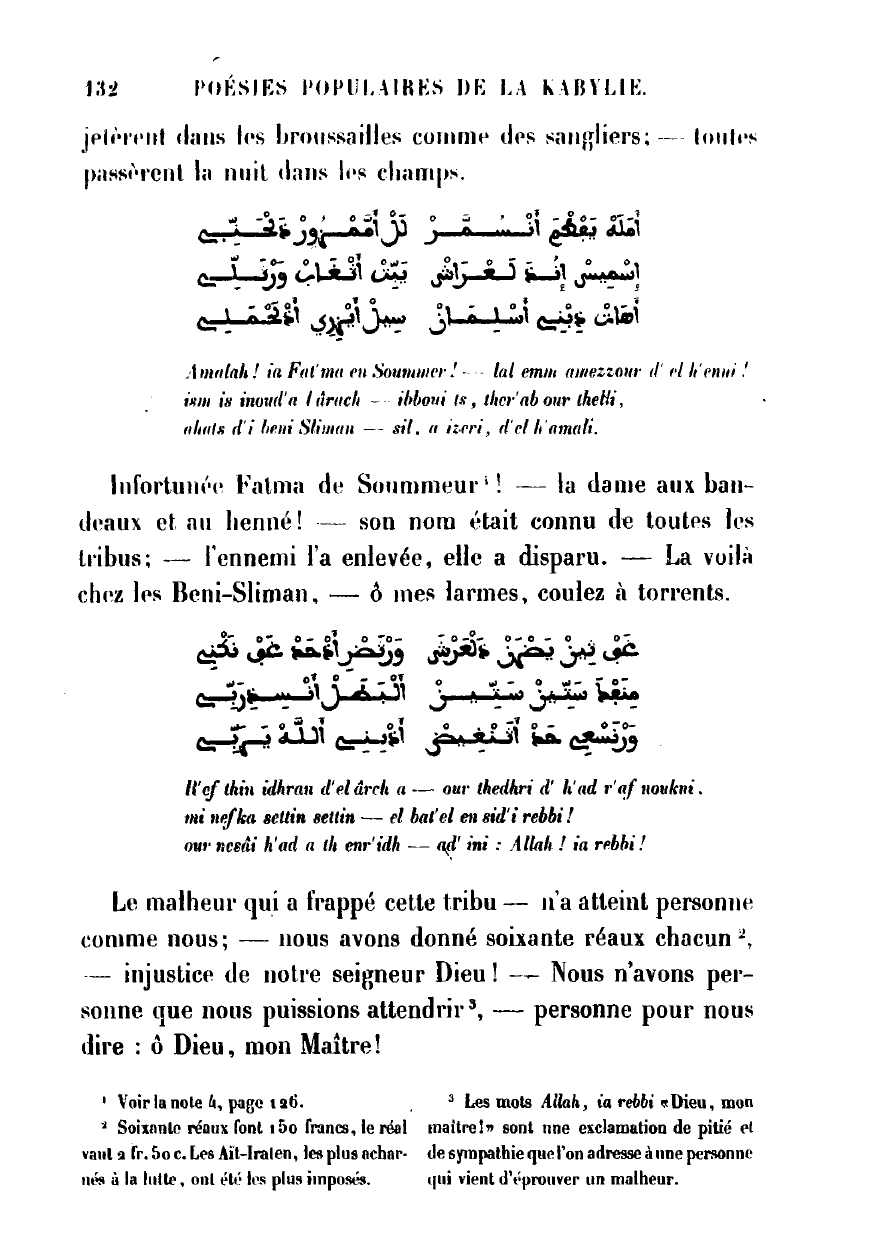
Poesia amaziga en alfabet àrab amb traducció al francès

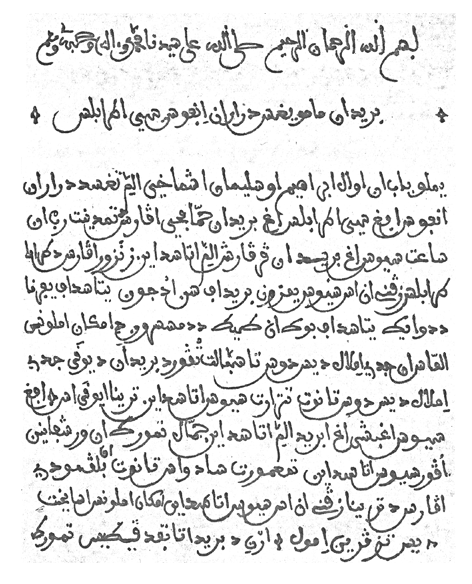
Document en amazic del Jebel Nefousa - Líbia

L'alfabet amazic aràbic és un alfabet de base aràbica que ha estat usada com a escriptura per algunes llengües amazigues durant l'edat mitjana. En l'actualitat els usuaris l'han abandonat per l'alfabet tifinag al Marroc o per l'alfabet amazic llatí a Algèria.